# Taygete
Taygete (XX, S/2000 J9) är en av Jupiters månar. Den upptäcktes den 25 november 2000 av en grupp astronomer vid University of Hawaii. Taygete är cirka 5 kilometer i diameter och roterar kring Jupiter på ett avstånd av cirka 23 800 000 kilometer.